# 基本情報技術者試験の午前試験免除制度
基本情報技術者試験の午前試験免除制度（きほんじょうほうぎじゅつしゃしけんのごぜんしけんめんじょせいど、通称午前免除）とは、独立行政法人情報処理推進機構（IPA）が認定した特定の講座を受講し、その後、修了試験（修了認定に係る試験）に合格した者が、国家資格の基本情報技術者試験（FE）の午前科目の受験が1年間免除されるという制度である。

## 概要
情報処理技術者試験の一区分である基本情報技術者試験（FE）には通常、午前試験と午後試験があり、2科目ともに基準点（満点の60%）以上の点数を取ることが合格の条件となっている。

しかし、試験を開催している情報処理推進機構（IPA）が認定した講座を受講し、その後、修了試験に合格することで、午前試験が免除される特典が存在する。午前試験が免除となるのは、原則、修了認定日から1年間（本試験2回分）である。

免除対象となる講座の多くは情報処理関係の専修学校（専門学校）で開講されているが、一部の大学や高等学校・職業能力開発短期大学校・企業などにも開講されている場合がある。

なお、この制度はあくまで講座を修了した者のみに与えられる特典であり、「本試験の午前で基準点以上だったが、午後が基準点未満だった」という場合の科目合格制度ではないという点に留意する必要がある。

午前試験免除制度は2005年度（平成17年度）から初級システムアドミニストレータ試験（初級シスアド）と基本情報技術者試験（FE）に導入された。
2023年（令和5年）4月から午前試験が科目A試験に名称変更されるのに伴い、午前免除制度は科目A試験の免除制度として引き継がれる予定である。

## 修了試験
修了認定に係る試験（しゅうりょうにんていにかかわるしけん）は6月第2日曜日・7月第4日曜日・12月第2日曜日・1月第4日曜日の年4回実施されるが、一つの講座を受講した後、修了試験を受講できるのは2回までである。2回とも合格できなかった場合は再度講座を受講し直す必要がある。

修了試験の形式は以下の通りである。本試験の午前とほぼ同じだが、本試験に比べて過去問からの出題が多いため、難易度は本試験の午前よりやや低いとされる。修了試験の問題はIPAが提供する。
試験時間150分。四肢択一式（マークシート使用）で80問出題され全問解答。素点形式で採点され60点以上で合格（満点は100点）。
- 問1 - 問50：テクノロジ系（コンピュータ科学基礎・ハードウェア・稼働率・ソフトウェア・論理回路・データベース（SQL・正規化）・ネットワーク・セキュリティ・設計）
  - 2014年度（平成26年度）以降はセキュリティに関する問題の出題が強化されている。
- 問51 - 問60：マネジメント系（DFD・開発規模・工数など）
- 問61 - 問80：ストラテジ系（全体計画立案・業務改善・契約タイプ・経営戦略・ABC分析・利益や費用の計算・関係法規など）

## 民間資格の活用
以下の民間検定試験に合格した者も、FEの午前試験免除制度の講座を受講することができる。その際、履修する項目数は通常の講座よりも少なくなるまた、検定試験合格後に受講する講座を差分講習とも言う。なお、これは構造改革特別区域における特例処置として認められているものである。
- サーティファイ主催の情報処理技術者能力認定試験の2級または2級第一部[8]
- 文部科学省後援 職業教育・キャリア教育財団主催 情報検定（J検）情報システム試験 基本スキル[9]

このうち、サーティファイの情報処理技術者能力認定試験の2級または2級第一部の合格者は、IPAが提供する修了試験とは別に、サーティファイが提供する修了試験を受験することが可能である。

サーティファイ提供の修了試験は試験時間60分、問題数全30問となっており、通常の修了試験に比べて大幅に縮小されている。18問以上正解することで合格となる。